# Кальвани, Аристидес
Аристидес (Аристи́д) Кальвани Сильва (исп. Arístides Calvani Silva; 19 января 1918, Порт-оф-Спейн — 18 января 1986, Петен) — венесуэльский государственный деятель, министр иностранных дел (1969—1974).

## Биография
Потомок корсиканского иммигранта. Окончил колледж Сан-Игнасио-де-Каракас. Продолжил юридическое образование в Швейцарии, Бельгии и Колумбии.
Участвовал в движении католической рабочей молодежи в Кругу в Каракасе, работал адвокатом в сфере трудового права. Являлся одним из теоретиков социального христианства.
- 1947 г. — избран депутатом Национального конгресса,
- 1958 г. — после падения режима Переса Хименеса вновь избран депутатом, принимал участие в разработке проекта новой Конституции,
- 1969—1974 гг. — министр иностранных дел Венесуэлы. Сумел повысить влияние страны в Карибском бассейне и Центральной Америке. Был временно урегулирован территориальный спор с Гайаной, начаты переговоры с Колумбией по нерешенным территориальным спорам. Венесуэла присоединилась к Картахенскому соглашению (1973),
- 1979—1983 гг. — сенатор.

Являлся профессором в Центральном университете Венесуэлы и католическом университете Андреса Белло. В 1962 г. основал Международный христианско-демократический институт (IFEDEC), который с 1986 г. носит его имя. Занимал пост генерального секретаря Христианско-демократической организации Америки.
Погиб вместе с семьей в авиационной катастрофе в Гватемале во время перелёта к руинам Тикаля, городища майя.
Христианско-демократический интернационал ежегодно вручает Премию Аристида Кальвани за мир, демократию и развитие человека,